# Ponorka č. 71
Ponorka č. 71 (第71号艦 Dai nanadžú-iči gó kan, doslova Válečná loď č. 71) byla experimentální ponorka japonského císařského námořnictva. Byla postavená za účelem ověření konstrukce ponorky pro vysoké podhladinové rychlosti a ve své době byla nejrychlejší ponorkou na světě. Ponorka č. 71 byla po dokončení v srpnu 1938 podrobena sérii testů, při kterých dosáhla pod hladinou rychlosti 21,25 uzlů (39,355 km/h) – přibližně pět let předtím, než německé Elektroboote typu XXI dosáhly rychlosti „pouhých“ 17,2 uzlu (31,85 km/h).
Po otestování byla č. 71 v roce 1940 nebo 1941 sešrotována. Zkušenosti z konstrukce č. 71 císařské námořnictvo později využilo při konstrukci vysokorychlostních ponorek tříd I-201 (typ Sen Taka) a Ha-201 (typ Sen Taka Šó).

## Pozadí vzniku
Stavba nové ponorky byla zadána loděnicím císařského námořnictva v Kure v rámci tzv. programu třetího kruhu (マル3計画 Maru san keikaku) a financována z rozpočtu na fiskální rok 1937. V rámci utajení byla ponorka označena pouze jako č. 71 a nebyla dokonce ani zařazena do jedné ze tří tříd (等 tó) ponorek císařského námořnictva (nebyl jí přidělen kód v systému I, Ro, Ha pro ponorky 1., 2. a 3. třídy).

## Konstrukce
Ponorka byla řešena jako jednotrupá – to jest tlakový trup nebyl uzavřen do vnějšího (hydrodynamického) trupu. Svým tvarem se trup ponorky č. 71 podobal trupu britských vysokorychlostních ponorek třídy R z konce první světové války. Ponorka č. 71 se mohla podle JJM ponořit až do hloubky 280 stop (85,3 m; podle jiných zdrojů ale pouze do hloubky 80 metrů).
Pohon zajišťovala kombinace dieselu pro plavbu na hladině a elektromotoru pro plavbu pod hladinou, které roztáčely dvě souosé protiběžné lodní vrtule umístěné na zádi za směrovými a hloubkovými kormidly.
Původní projekt počítal pro pohon na hladině s použitím dvou německých dieselů Daimler–Benz o celkovém výkonu 1200 k (882,6 kW). Ty ale nakonec nebyly k dispozici a tak byl instalován pouze jeden diesel domácí provenience o výkonu 300 k (220,6 kW). Kvůli nižší rychlosti (13,25 uzlů oproti projektovaným 18 uzlům) a malému výtlaku byla ponorka na hladině špatně ovladatelná.
Pod hladinou dosahovala ponorka na svou dobu jedinečné rychlosti až 21,25 uzlů (39,355 km/h) díky hlavnímu elektromotoru o výkonu 1800 k (1323,9 kW). Vzhledem k malému výtlaku ponorky a velkému výkonu elektromotoru byl měrný výkon téměř 5,52 kW/t. Pro tichý (a mnohem pomalejší) chod byl instalován pomocný elektromotor o výkonu 80 k (58,8 kW). K napájení elektromotorů sloužila sada 672 akumulátorů typu B (B型蓄電池 B-gata čikudenči).
Jedinou výzbroj ponorky č. 71 tvořila trojice 45cm torpédometů v přídi. Prameny nejsou jednoznačné v tom, zda se jednalo skutečně o 450mm torpédomety, či starší 18″ (tedy ve skutečnosti 457,2mm). Ponorka nesla pouze tři torpéda nabitá v torpédometech a po jejich vystřelení se musela vrátit na základnu pro nová.